# Chromoeme angustissima
Chromoeme angustissima là một loài bọ cánh cứng trong họ Cerambycidae.